# مناورة برينجل

مناورة برينجل
يتم لقط الرباط الكبدي الإثناعشري.

مناورة برينجل (بالإنجليزية: Pringle manoeuvre)‏ هي مناورة جراحية تستخدم في بعض عمليات البطن.

## الطريقة
```
يتم استخدام 
ملقط
 لارضحي كبير للقط 
الرباط الكبدي الإثناعشري
 (الحدود الحرة 
للثرب الصغير
) مما يقطع تدفق 
الدم
 من خلال 
الشريان الكبدي
 
والوريد البابي
 وبالتالي المساعدة للسيطرة على 
النزف
 
الكبدي
. في غياب الملقط اللين، يتم إجراء ضغط يدوي للرباط الكبدي الإثناعشري، وهو الأكثر شيوعاً.
```

```
تم وصف أشكال معدلة للمناورة تستخدم أشرطة، أنابيب، 
أوسدادات وقف النزف
 لاستخدامها في 
استئصال الكبد
 ب
الجراحة التنظيرية
 وبمساعدة الروبوت.
[
1
]
[
2
]
[
3
]
[
4
]
[
5
]
 
```

في حالة استمرار النزف، فمن المرجح أن الوريد الأجوف السفلي أو الوريد الكبدي مَرضوحين أيضاً. إذا استمر النزف، قد يحدث تغير في تدفق الدم الشرياني.

## تاريخياً
في عام 1908، وصف جيمس هوغارث برينجل (James Hogarth Pringle) (خريج كلية الطب في جامعة إدنبرة) لأول مرة تقنية لتقليل فقد الدم أثناء الجراحة الكبدية عن طريق تثبيت السويقة الوعائية.

## الاستطبابات
- كثيراً ما تستخدم مناورة برينجل أثناء جراحة الكبد لتقليل خسارة الدم، ومع ذلك يمكن أن يؤدي مباشرة إلى ظاهرة ضرر إعادة التروية في الكبد.
- يتم تطبيق مناورة برينجل أثناء إغلاق إصابة الوريد الأجوف عندما يتم وضع تحويلة أذينية أجوفية.

- يمكن أن تؤدي الإصابة الرضية للكبد إلى حدوث نزف حاد. إذ يعتبر فقدان الدم أثناء العمل الجراحي هو أحد المحددات الرئيسية لنتائج الفترة المحيطة بالجراحة.[9] تعتبر السيطرة المؤقتة على النزف هامة ريثما يستعيد أخصائي التخدير حجم الدورة الدموية قبل فقدان المزيد من الدم. كما يتيح الوقت لإصلاح الإصابات الأخرى التي قد تكون ذات أولوية دون فقدان غير ضروري للدم.[7]

- مناورة برينجل هي إحدى التقنيات التي تمكن الجراحين من العثور على مصدر النزف وإيقافه، مما يتيح الوقت لإصلاح الوعاء الدموي. في حالة الاستئصال الكبدي بسبب الآفات الحميدة والخبيثة، يمكن استخدام هذه المناورة للمساعدة في السيطرة على النزف.[10] ومع ذلك، فإن سد الأوعية الدموية الكلي أكثر ملاءمة لاستئصال الكبد.[11]

- يمكن السيطرة على النزف المستمر من خلال هذه المناورة. إذا استمر النزف بعد هذه التقنية، فإن المجازة الكبدية هي الخيار الأفضل. ومع ذلك، قد يكون من الأنسب إجراء استكشاف بطني للسيطرة على الضرر.[12] وهذا سوف يسمح بإنعاش المريض وتحقيق استقرار الحالة.

- سد الأوعية الدموية الانتقائي غير مطلوب لاستئصال الكبد من المتبرع الحي، إذ يمكن إجراء سد كلي للتروية باستخدام مناورة برينجل دون التسبب في أذية الطعم.[13] كشفت دراسة أجراها تاكاتوسكي (Takatsuki) وزملاؤه أن الفائدة الوحيدة لإجراء مناورة برينجل أثناء استئصال الكبد من المتبرع الحي هي تقليل فقدان الدم، كما لاحظوا عدم وجود أي تأثير إيجابي كبير على المتلقي.[14]